# Renata Langmannová
Renata Novotná Langmannová (* 16. srpna 1986 Ivanovice na Hané) je česká modelka působící převážně v zahraničí, vítězka České Miss 2006, ambasadorka projektu Teribear (Teribear By Renata) Nadace Terezy Maxové dětem.

## Vzdělání
Renata Langmannová vystudovala Obchodní akademii ve Vyškově, v roce 2012 zakončila v Praze studium na Policejní akademii ČR s červeným diplomem, získala magisterský titul.[zdroj⁠?!]

## Modeling
V roce 2006 vyhrála Českou Miss. Korunku královny krásy převzala 17. února 2006, druhé a třetí místo obsadily Miroslava Košťanová a Barbora Kolářová. Působí především v zahraničí (Itálie, Německo, Francie). Mezi její klienty patří módní značky jako např. Guess, Triumph, Lormar aj. Pravidelně se objevuje v kampaních návrháře Lukáše Lindnera. V roce 2018 založila komunikační agenturu CoolSisterz, která se věnuje především komerčním kampaním na sociálních sítích a speciálním marketingovým projektům.[zdroj?]

## Soukromý život
V moravském Zaječí se 18. července 2015 provdala za moderátora Ondřeje Novotného. V září 2020 se jim narodila dcera Meda a v listopadu 2024 dcera Kaya.